# Liga ACB 2005-2006
La Liga ACB 2005-2006 è stata la 50ª edizione del massimo campionato spagnolo di pallacanestro maschile.
Il torneo si compone di diciotto formazioni, che si affrontano in un unico girone all'italiana con partite di andata e ritorno. Le prime otto si qualificano per i play-off per il titolo nazionale, disputati al meglio delle cinque gare con la prima e la terza e la quinta in casa della meglio classificata al termine della stagione regolare. Le ultime due retrocedono in Liga LEB.
L'Unicaja Malaga, primo al termine della stagione regolare, vince il suo primo titolo nazionale in finale dei play-off sul TAU Cerámica, secondo dopo le trentaquattro giornate.

## Risultati

### Stagione regolare
|     | Squadra                  | G  | V  | P  | PF    | PS    | Pt. | Qualificazione    |
| --- | ------------------------ | -- | -- | -- | ----- | ----- | --- | ----------------- |
| 1.  | Unicaja Málaga           | 34 | 26 | 7  | 2.753 | 2.512 | 60  | playoffs          |
| 2.  | TAU Cerámica             | 34 | 25 | 9  | 2.855 | 2.607 | 59  | playoffs          |
| 3.  | Winterthur FC Barcelona  | 34 | 24 | 10 | 2.747 | 2.551 | 58  | playoffs          |
| 4.  | DKV Joventut             | 34 | 23 | 11 | 2.834 | 2.645 | 57  | playoffs          |
| 5.  | Gran Canaria             | 34 | 20 | 14 | 2.568 | 2.493 | 54  | playoffs          |
| 6.  | Real Madrid Baloncesto   | 34 | 19 | 15 | 2.640 | 2.485 | 53  | playoffs          |
| 7.  | Akasvayu Girona          | 34 | 18 | 16 | 2.739 | 2.701 | 52  | playoffs          |
| 8.  | Adecco Estudiantes       | 34 | 17 | 17 | 2.770 | 2.832 | 51  | playoffs          |
| 9.  | Pamesa Valencia          | 34 | 16 | 18 | 2.638 | 2.693 | 50  |                   |
| 10. | Alta Gestión Fuenlabrada | 34 | 15 | 19 | 2.621 | 2.706 | 49  |                   |
| 11. | Caja San Fernando        | 34 | 14 | 20 | 2.662 | 2.764 | 48  |                   |
| 12. | Etosa Alicante           | 34 | 14 | 20 | 2.574 | 2.639 | 48  |                   |
| 13. | CB Granada               | 34 | 14 | 20 | 2.620 | 2.755 | 48  |                   |
| 14. | Forum Valladolid         | 34 | 13 | 21 | 2.706 | 2.767 | 47  |                   |
| 15. | Lagun Aro Bilbao         | 34 | 13 | 21 | 2.534 | 2.672 | 47  |                   |
| 16. | Llanera Menorca          | 34 | 12 | 22 | 2.600 | 2.772 | 46  |                   |
| 17. | Ricoh Manresa            | 34 | 12 | 22 | 2.599 | 2.722 | 46  | retrocesse in LEB |
| 18. | Leche Rio Breogan        | 34 | 11 | 23 | 2.580 | 2.724 | 45  | retrocesse in LEB |

## Playoff
|  | Quarti di finale | Quarti di finale | Quarti di finale  |                |                   | Semifinali     | Semifinali | Semifinali |  |  | Finali | Finali | Finali |
|  |                  |                  |                   |                |                   |                |            |            |  |  |        |        |        |
|  | 1.               | Málaga           | 3                 |                |                   |                |            |            |  |  |        |        |        |
|  | 8.               | Estudiantes      | 0                 |                |                   |                |            |            |  |  |        |        |        |
|  | 8.               | Estudiantes      | 0                 |                | 1.                | Málaga         | 3          |            |  |  |        |        |        |
|  |                  |                  |                   |                | 1.                | Málaga         | 3          |            |  |  |        |        |        |
|  |                  | 4.               | Joventut Badalona | 2              |                   |                |            |            |  |  |        |        |        |
|  | 4.               | 4.               | Joventut Badalona | 2              | Joventut Badalona | 3              |            |            |  |  |        |        |        |
|  | 4.               |                  |                   |                | Joventut Badalona | 3              |            |            |  |  |        |        |        |
|  | 5.               | Gran Canaria     | 0                 |                |                   |                |            |            |  |  |        |        |        |
|  |                  |                  |                   |                |                   |                |            |            |  |  | 1.     | Málaga | 3      |
|  |                  |                  | 2.                | Saski Baskonia | 0                 |                |            |            |  |  |        |        |        |
|  | 2.               | Saski Baskonia   | 3                 |                |                   |                |            |            |  |  |        |        |        |
|  | 7.               | Girona           | 1                 |                |                   |                |            |            |  |  |        |        |        |
|  | 7.               | Girona           | 1                 |                | 2.                | Saski Baskonia | 3          |            |  |  |        |        |        |
|  |                  |                  |                   |                | 2.                | Saski Baskonia | 3          |            |  |  |        |        |        |
|  |                  | 3.               | Barcellona        | 0              |                   |                |            |            |  |  |        |        |        |
|  | 3.               | 3.               | Barcellona        | 0              | Barcellona        | 3              |            |            |  |  |        |        |        |
|  | 3.               |                  |                   |                | Barcellona        | 3              |            |            |  |  |        |        |        |
|  | 6.               | Real Madrid      | 1                 |                |                   |                |            |            |  |  |        |        |        |

## Formazione vincitrice
| N° | Naz.                   | Ruolo | Sportivo                |  | Alt. |  |
| -- | ---------------------- | ----- | ----------------------- |  | ---- |  |
| 4  | Argentina (bandiera)   | P     | Juan Ignacio Sánchez    |  | 193  |  |
| 5  | Spagna (bandiera)      | G     | Berni Rodríguez         |  | 197  |  |
| 6  | Francia (bandiera)     | AP    | Stéphane Risacher       |  | 203  |  |
| 8  | Spagna (bandiera)      | P     | Jesús Lázaro            |  | 185  |  |
| 9  | Croazia (bandiera)     | AC    | Sandro Nicević          |  | 210  |  |
| 10 | Spagna (bandiera)      | P     | Carlos Cabezas          |  | 186  |  |
| 11 | Francia (bandiera)     | AP    | Florent Piétrus         |  | 202  |  |
| 12 | Argentina (bandiera)   | AP    | Wálter Herrmann         |  | 206  |  |
| 14 | Grecia (bandiera)      | AP    | Kōstas Vasileiadīs      |  | 200  |  |
| 15 | Spagna (bandiera)      | AG    | Jorge Garbajosa         |  | 206  |  |
| 25 | Porto Rico (bandiera)  | C     | Daniel Santiago         |  | 216  |  |
| 41 | Stati Uniti (bandiera) | G     | Marcus Brown            |  | 191  |  |
| 42 | Kazakistan (bandiera)  | AG    | Stanislav Makshantsev   |  | 203  |  |
|    | Spagna (bandiera)      | GA    | Alfonso Sánchez Delgado |  | 195  |  |
|    | Spagna (bandiera)      | AC    | Alejandro Navajas       |  | 200  |  |
|    | Uzbekistan (bandiera)  | AC    | Maksim Cheburov         |  | 205  |  |
|    | Italia (bandiera)      | All.  | Sergio Scariolo         |  |      |  |

## Premi e riconoscimenti
- Liga ACB MVP:  Juan Carlos Navarro, Winterthur FC Barcelona
- Liga ACB MVP finali:  Jorge Garbajosa, Unicaja Málaga
- Giocatore rivelazione:  Carlos Suárez, Adecco Estudiantes
- Quintetto ideale:
  -  Pablo Prigioni, TAU Cerámica
  -  Juan Carlos Navarro, Winterthur FC Barcelona
  -  Carlos Jiménez, Adecco Estudiantes
  -  Jorge Garbajosa, Unicaja Málaga
  -  Luis Scola, TAU Cerámica